# Komárom-Esztergom vármegyei labdarúgó-bajnokság (első osztály)
A Komárom-Esztergom megyei első osztály a megyében zajló bajnokságok legmagasabb osztálya, országos szinten negyedosztálynak felel meg. A bajnokságot a megyei szövetség írja ki. A bajnok az NB III-ban folytathatja.

## Csapatok 2022/23
A 2022/23-as szezonban az alábbi csapatok szerepelnek a bajnokságban:
| Csapat              | Település       |
| ------------------- | --------------- |
| Bábolna SE          | Bábolna         |
| Koppánymonostori SE | Koppánymonostor |
| DG Tát SE           | Tát             |
| FC Esztergom        | Esztergom       |
| Nyergesújfalu SE    | Nyergesújfalu   |
| Almásfüzitői SC     | Almásfüzitő     |
| Sárisápi Bányász SE | Sárisáp         |
| Tatai AC            | Tata            |
| Vértessomlói KSK    | Vértessomló     |
| Vértesszőlős SE     | Vértesszőlős    |
| Wati Kecskéd KSK    | Kecskéd         |
| Környe SE           | Környe          |